# Kościół św. Ducha w Łasku
Kościół św. Ducha w Łasku – zabytkowa świątynia drewniana zlokalizowana w Łasku w województwie łódzkim.

## Historia
Pierwszy kościół na ówczesnym przedmieściu Łasku (nad rozlewiskami Pisi) zbudowano w 1495 z inicjatywy kardynała gnieźnieńskiego Fryderyka Jagiellończyka. Kościół ten był drewniany i pobudowano go w sąsiedztwie przytułku dla starców (tzw. szpitalu), istniejącego od 1490. Kościół ten popadał w stopniowe zaniedbanie, aż wreszcie spłonął w 1665.
Obecny kościół modrzewiowy, zbudowano w 1666 z datków mieszczan łaskich, bez dokumentu erekcyjnego. Budową zarządzał ks. Maciej Szklarski, kanonik łaski. W 1811 kościół został przekazany osiedlającym się w Łasku ewangelikom, powstałej dwa lata wszcześniej parafii. Dokonał tego ówczesny właściciel Łasku – Piotr Czołchański. W okresie międzywojennym wyposażenie wzbogacono o ozdoby z muszli, podarowane przez Zofię Wehr – dziedziczkę pobliskiego Karszewa.
Po II wojnie (8 sierpnia 1946) kościół przejął Polski Okręgowy Urząd Likwidacyjny i przekazał go na powrót parafii katolickiej. Nie zgodzili się na to ewangelicy i po kilkuletnich sporach podpisano ostatecznie ekumeniczną umowę o współużytkowaniu świątyni. Od początku lat 80. XX w. kościół nie był jednak użytkowany z uwagi na pogłębiający się zły stan techniczny.
2 stycznia 1989 założono księgę wieczystą – właścicielem obiektu stała się Parafia Niepokalanego Poczęcia Najświętszej Maryi Panny i św. Michała Archanioła w Łasku. Do 1990 ukonstytuował się Społeczny Komitet Odbudowy kościoła, który był już w stanie katastrofalnym. Zniszczenie konstrukcji oszacowano na 75%. Do 1997 dokonano kapitalnego remontu kościoła, począwszy od wymiany fundamentów, aż do konserwacji więźby dachowej. Pierwsza msza po remoncie odprawiona została 23 sierpnia 1995 przez abpa łódzkiego Władysława Ziółka. 27 września 1997 uroczyście poświęcił wyremontowany kościół abp Sławoj Leszek Głódź.
Obecnie (2009), na mocy porozumienia pomiędzy Archidiecezją łódzką, a Ordynariatem Polowym Wojska Polskiego, świątynię użytkuje Parafia Wojskowa w Łasku.

## Architektura
Kościół jest wzniesiony z bali modrzewiowych, z prezbiterium zwróconym na zachód, trójnawowy, konstrukcji zrębowej (wieńcowej), oszalowany, z kruchtą pod chórem muzycznym. Część zachodnia kaplicy południowej tworzy zakrystię. Dachy kryte gontem, z szerokim okapem, konstrukcja więźby – sterczykowa. Nad wejściem znajduje się wieżyczka na sygnaturkę.
Nr rejestru zabytków – 41.